# 岡山日野自動車
岡山日野自動車株式会社（おかやまひのじどうしゃ）は、岡山県岡山市北区にある日野自動車のディーラー。

## 概要
岡山日野自動車は岡山県を営業エリアとするトラック・バス専門の自動車ディーラー。1960年代までは両備バスグループで両備バスに納入していた。

## 拠点
- 本社：岡山県岡山市北区久米166-1
- 岡山西支店：岡山県岡山市北区久米166-1
- 倉敷支店：岡山県倉敷市中島1392-2
- 津山支店：岡山県津山市津山口中通259
- 岡山東支店：岡山県岡山市東区浅川279
- 早島メンテナンスセンター：岡山県都窪郡早島町早島3388-1
- 中古車プラザ：岡山県岡山市東区沼1045-2

## 提供スポンサー
- VOICE愛（RSK山陽放送、PT扱い）